# Animal Kingdom (película)
Animal Kingdom es una película de 2010 escrita y dirigida por David Michôd, y protagonizada por Ben Mendelsohn, Joel Edgerton, Guy Pearce, Luke Ford, Sullivan Stapleton, Jacki Weaver y James Frecheville. La película recibió varios premios y nominaciones con Weaver recibiendo múltiples premios por su actuación.

## Elenco
- Ben Mendelsohn como Andrew 'Pope' Cody.
- Joel Edgerton como Barry 'Baz' Brown.
- Guy Pearce como Nathan Leckie.
- Luke Ford como Darren Cody.
- Jacki Weaver como Janine 'Smurf' Cody.
- Sullivan Stapleton como Craig Cody.
- James Frecheville como Joshua 'J' Cody.
- Dan Wyllie como Ezra White.
- Anthony Hayes como Det. Justin Norris
- Laura Wheelwright como Nicky Henry.
- Mirrah Foulkes como Catherine Brown.
- Justin Rosniak como Det. Randall Roache
- Susan Prior como Alicia Henry.
- Clayton Jacobson como Gus Emery.
- Anna Lise Phillips como Justine Hopper.